# Lophocampa montana
Lophocampa montana là một loài bướm đêm thuộc phân họ Arctiinae, họ Erebidae. Loài này có ở volcan Poás in Costa Rica.